# بندر چاک
بندر چاک، یک آبادی از توابع بخش گلباف، شهرستان کرمان در استان کرمان ایران است.

## جمعیت
این آبادی در دهستان جوشان قرار دارد و براساس سرشماری مرکز آمار ایران در سال ۱۳۹۵، خالی از سکنه دائم بوده‌است.